# Гуадалупе (Сакатекас, муниципалитет)
Гуадалупе (исп. Guadalupe) — населённый пункт и муниципалитет в Мексике, входит в штат Сакатекас. Население 129 387 человек.